# Ямищево
Ямищево — деревня в составе сельского поселения Жаворонковское Одинцовского муниципального района Московской области.

## История
Впервые в исторических документах Ямищево встречается в переписной книге 1678 года, как вотчину стольника Ивана Андреевича Щепотьева деревня Ямища. По Экономическим примечаниям 1800 года в сельце Ямищи было 4 двора, 17 душ мужского и 20 женского пола и одноэтажный деревянный барский дом со службами на противоположном берегу Незнанки. На 1852 год в сельце Ямищево числилось 9 дворов, 37 душ мужского пола и 41 — женского, в 1890 году — 89 человек. По Всесоюзной переписи 17 декабря 1926 года числилось 30 хозяйств и 155 жителей, по переписи 1989 года — 62 хозяйства и 81 житель. До 2006 года Ямищево входило в состав Ликинского сельского округа.

## География
Ямищево расположено в 34 км к юго-западу от Москвы и в 10 км к юго-западу от Одинцова. К востоку от Ямищева расположена деревня Зайцево, к западу — промышленная зона в деревне Ликино, к югу — коттеджные посёлки, к северу — небольшой лесной массив. Ямищево находится на левом берегу реки Незнайки. Высота центра над уровнем моря 193 м.

## Население
| 2002 | 2006 | 2010 |
| ---- | ---- | ---- |
| 54   | →54  | ↗128 |

## Транспорт
Ямищево расположено на расстоянии менее километра к югу от трассы Минского шоссе.
Ближайшая автобусная остановка находится в деревне Ликино. Автобусные маршруты связывают деревню с городами Москва, Одинцово, Краснознаменск, Можайск, Кубинка, Голицыно, Верея, посёлками городского типа Лесной Городок, Новоивановское, а также селом Жаворонки.

## Религия

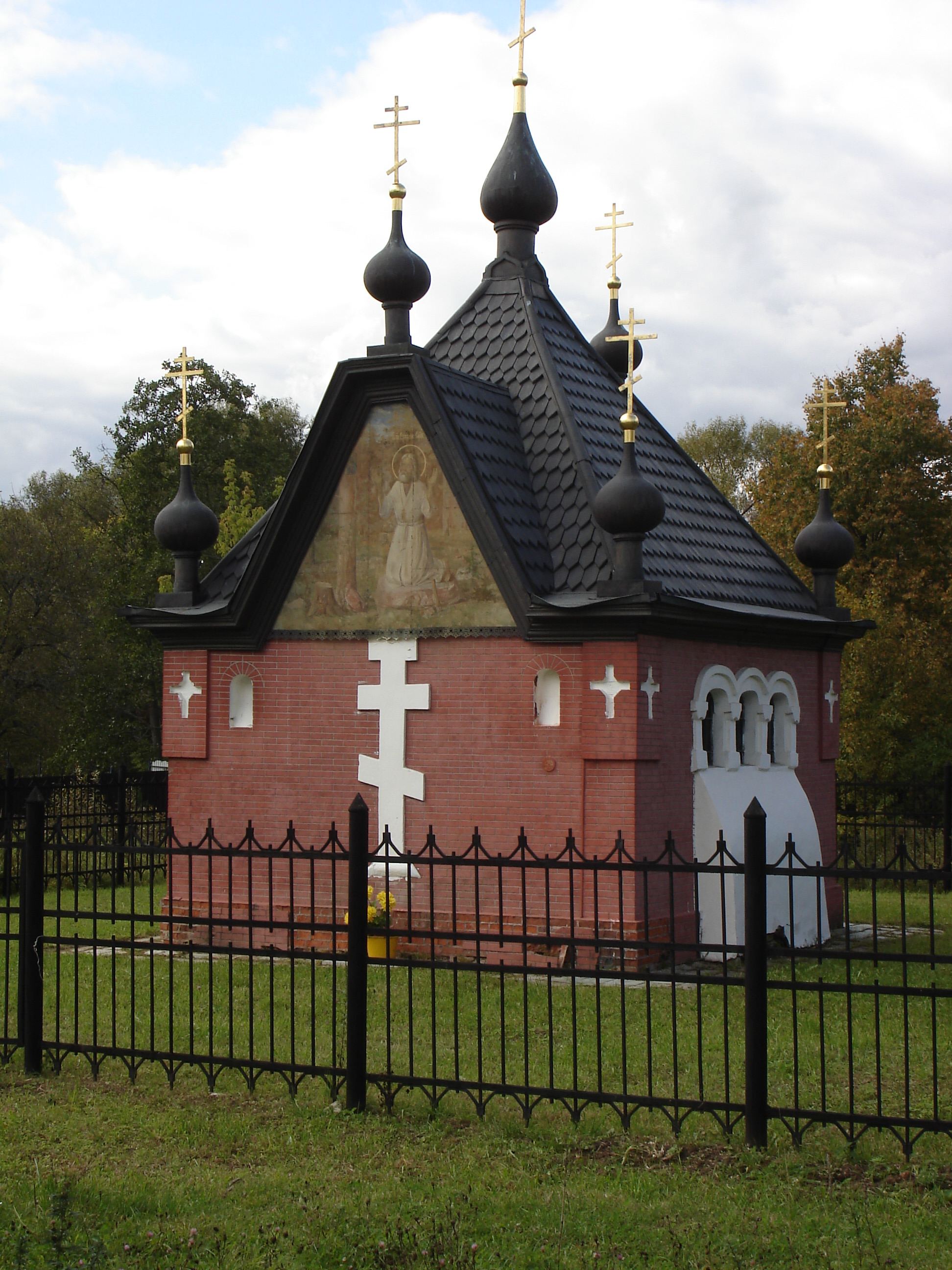
Часовня Успения Пресвятой Богородицы в Ямищево

В Ямищеве имеется часовня Иконы Божией Матери Казанская, построенная в 1910 году архитектором Семёном Ерофеевым в стиле модерн. Была закрыта с 1930-х годов, отремонтирована и открыта в 1996 году.